# Basiliscus plumifrons
Basiliscus plumifrons (лат.) — вид ящериц из рода василисков.

## Описание
Относительно крупные ящерицы, могут достигать до метра в длину (включая хвост). В среднем длина этих ящериц составляет около 60 см. У самцов имеется 3 гребня, расположенных на голове, спине и хвосте. Окраска ярко-зелёная с маленькими синеватыми пятнышками вдоль спинного гребня, а у самок лишь один гребень (на голове).

## Распространение
Природный ареал этого вида простирается от Мексики на севере до Эквадора на юге.

## Рацион
Всеядный вид. Питается насекомыми, мелкими млекопитающими (например грызунами), более мелкими ящерицами, а также фруктами и цветами.

## Хищники
Basiliscus plumifrons становятся жертвами хищных птиц, опоссумов и змей.

## Размножение
Самки Basiliscus plumifrons откладывают от 5 до 15 яиц в тёплый и влажный песок или почву. Инкубационный период продолжается от 8 до 10 недель. Вылупившиеся из яиц ящерицы полностью самостоятельны.

## Поведение
Самцы отличаются сильной территориальностью. Единственный самец может доминировать на территории с большим количеством самок, с которыми он спаривается.
Как правило, василиски пугливы и не позволяют себя трогать.
Basiliscus plumifrons, как и другие василиски, может перебегать небольшие участки по воде, используя одновременно конечности и хвост для поддержки. В Коста-Рике из-за этой способности он получил название «ящерица Иисуса Христа» (англ. Jesus Christ lizard). Прекрасно плавает и может держаться под водой до 30 минут.